# Fouzon
Pour les articles homonymes, voir Fouzon (homonymie).
Le Fouzon est un cours d'eau français, qui coule dans les départements du Cher, de l'Indre et de Loir-et-Cher, en région Centre-Val de Loire.
C'est un affluent du Cher, donc un sous-affluent de la Loire.

## Géographie

### Cours
Le cours d'eau à une longueur de 58,95 km.
Il prend sa source dans le département du Cher, à 129 m d'altitude, sur le territoire de la commune de Nohant-en-Graçay, puis s'écoule vers le nord-ouest.
Son confluent avec le Cher, se situe dans le département de Loir-et-Cher, à 69 m d'altitude, sur le territoire de la commune de Couffy,.

### Départements et communes traversés
La rivière traverse quatorze communes situés dans les départements du Cher, de l'Indre et de Loir-et-Cher,.

#### Cher (18)
- Graçay
- Nohant-en-Graçay
- Saint-Outrille

#### Indre (36)
- Bagneux
- Chabris
- Dun-le-Poëlier
- Menetou-sur-Nahon
- Orville
- Sembleçay
- Val-Fouzon
- La Vernelle

#### Loir-et-Cher (41)
- Châtillon-sur-Cher
- Couffy
- Meusnes

### Bassin versant
Les bassins hydrographiques sont découpés dans le référentiel national BD Carthage en éléments de plus en plus fins, emboîtés selon quatre niveaux : régions hydrographiques, secteurs, sous-secteurs et zones hydrographiques.
Le Fouzon traverse les sept zones hydrographiques suivantes :
- le Fouzon du Nahon au Cher ;
- le Nahon du Céphons au Fouzon ;
- le Renon du K65358 au Fouzon ;
- le Cher du Fouzon au Modon ;
- le Fouzon du Pozon au Renon ;
- le Fouzon de sa source au Pozon ;
- le Fouzon du Renon au Nahon.

Le bassin versant du Fouzon s'insère dans les zones hydrographiques « Le Fouzon du Nahon au Cher, Le Fouzon du Pozon au Renon, Le Fouzon de sa source au Pozon et Le Fouzon du Renon au Nahon », au sein du bassin DCE plus large « La Loire, les cours d'eau côtiers vendéens et bretons ».

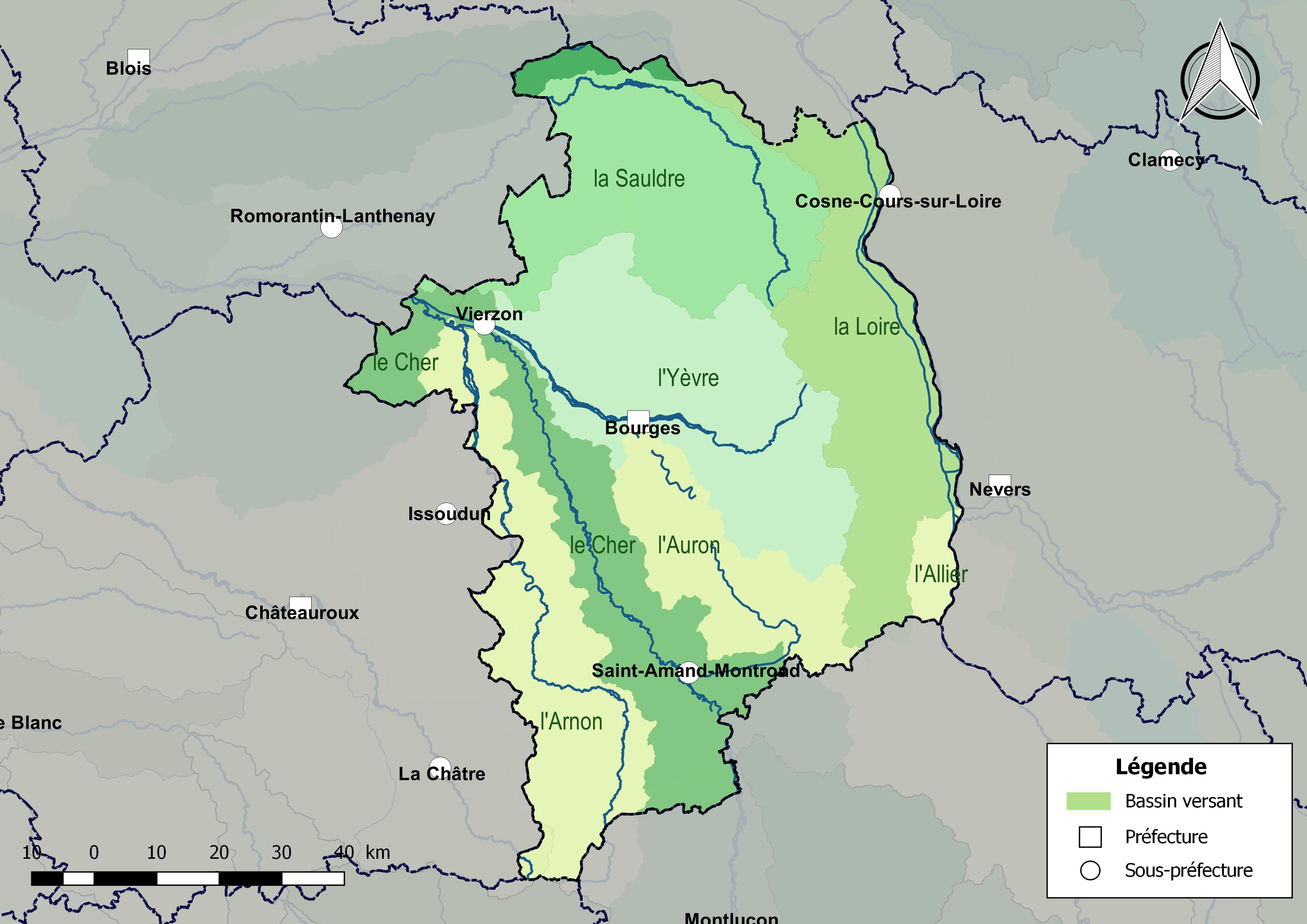
Les principaux bassins versants du département du Cher.
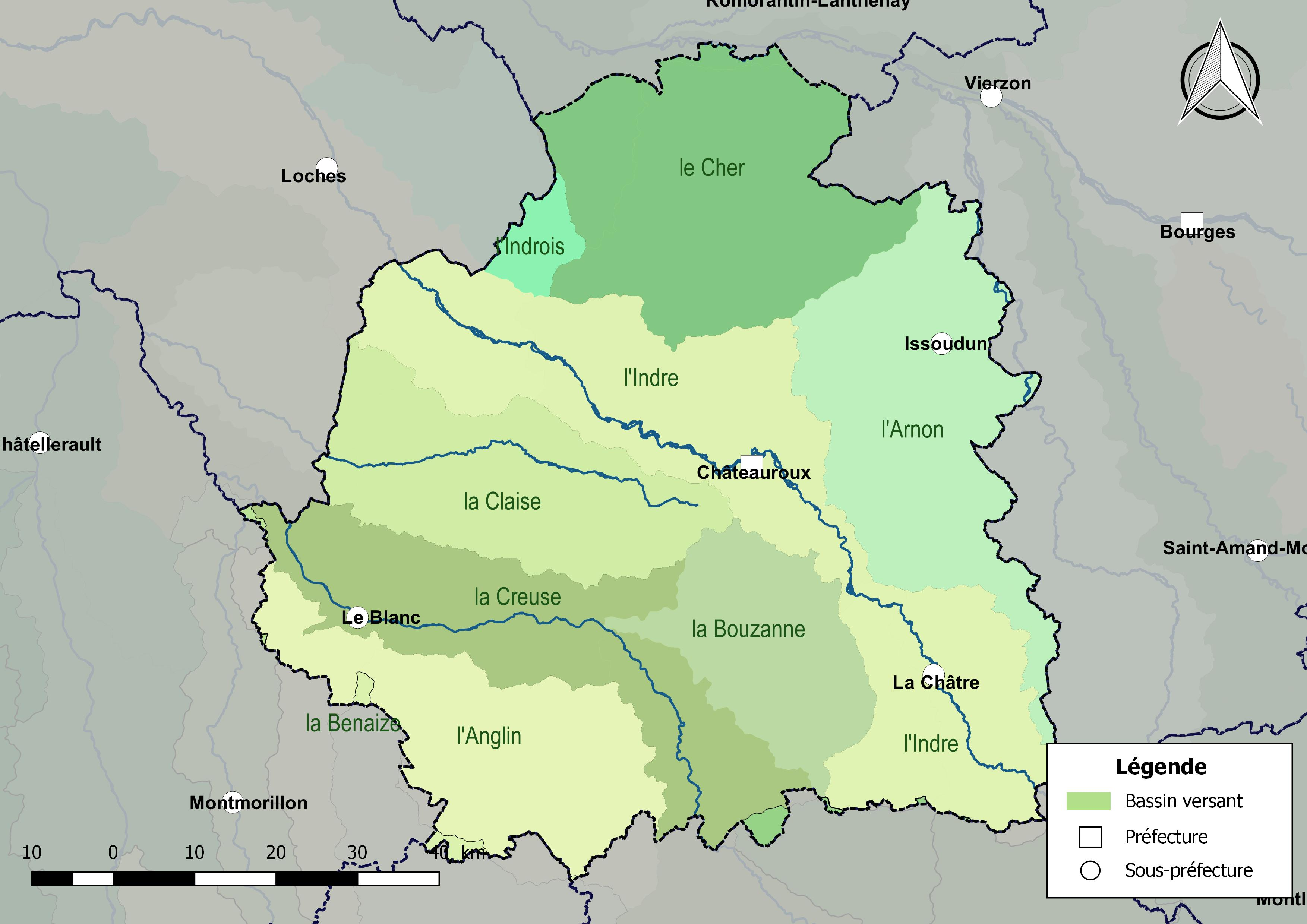
Les principaux bassins versants du département de l'Indre.
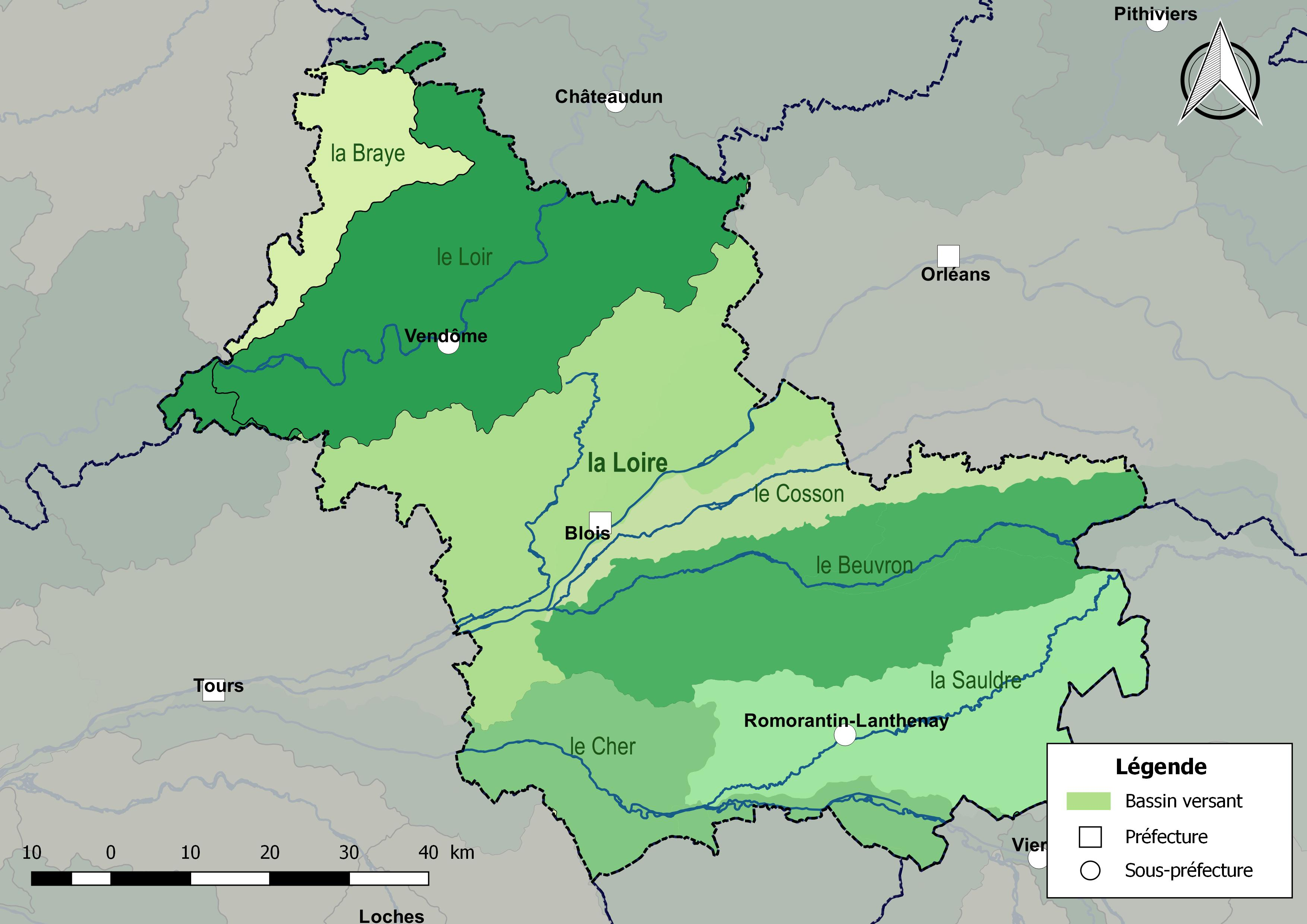
Les principaux bassins versants du département de Loir-et-Cher.

#### Échelle du bassin
En France, la gestion de l’eau, soumise à une législation nationale et à des directives européennes, se décline par bassin hydrographique, au nombre de sept en France métropolitaine, échelle cohérente écologiquement et adaptée à une gestion des ressources en eau. Le Fouzon est sur le territoire du bassin Loire-Bretagne et l'organisme de gestion à l'échelle du bassin est l'agence de l'eau Loire-Bretagne.

### Organisme gestionnaire
La gestion du bassin est répartie entre cinq syndicats de rivière, environ 400 km de cours d'eau, selon le SAGE du Cher aval.

## Affluents
Le Fouzon possède quatorze affluents.
| Noms     | km | Noms      | km |
| -------- | -- | --------- | -- |
| Le Nahon | 44 | Le Meunet | 11 |
| Le Renon | 33 | K6525000  | 1  |
| Le Pozon | 18 |           |    |

| Noms           | km | Noms     | km |
| -------------- | -- | -------- | -- |
| Le Perry       | 9  | K6594000 | 3  |
| Le Verger      | 5  | K6554000 | 3  |
| Les Cotets     | 8  | K6513950 | 2  |
| Le Petit Rhône | 6  | K6524900 | 2  |
| K6524200       | 4  |          |    |

### Rang de Strahler
Son rang de Strahler est de 5.

## Hydrologie

### Stations de mesures
Dun-le-Poëlier
Établie à 92 m d'altitude, la station de mesure est située dans la commune de Dun-le-Poëlier (Indre). Elle fut mise en service le 1er janvier 2020 à 00h00. C'est une station de type « station à une échelle » et son statut est « station avec signification hydrologique ». Son bassin-versant topographique représente 257 km2. Cette station mesure les hauteurs et les débit du cours d'eau.
Menetou-sur-Nahon
Établie à 85 m d'altitude, la station de mesure est située dans la commune de Menetou-sur-Nahon (Indre). Elle fut mise en service le 18 octobre 1999 à 08h00. C'est une station de type « station à une échelle » et son statut est « station sans signification hydrologique ». Son bassin-versant topographique représente 1 002 km2. Cette station mesure les hauteurs du cours d'eau uniquement.
Meusnes - Gué au loup
Établie à 66 m d'altitude, la station de mesure est située dans la commune de Meusnes (Loir-et-Cher), au niveau du « Gué au loup ». Elle fut mise en service le 19 septembre 2003 à 15h20. C'est une station de type « station à une échelle » et son statut est « station avec signification hydrologique ». Son bassin-versant topographique représente 1 002 km2. Cette station mesure les hauteurs et les débit du cours d'eau.
Son débit a aussi été observé sur une période de 35 ans (1970-2007). Le module de la rivière à Meusnes est de 5,74 m3/s.
Le Fouzon présente des fluctuations saisonnières de débit très marquées, comme bien souvent dans le centre de la France, avec des hautes eaux d'hiver portant le débit mensuel moyen à un niveau situé entre 8,0 et 13,6 m3/s, de janvier à avril inclus (avec un maximum fort marqué en février), et des basses eaux d'été, de fin juin à début octobre, avec une baisse du débit moyen mensuel jusqu'à 1,71 m3/s au mois d'août. Mais les fluctuations sont bien plus prononcées sur de plus courtes périodes.

### Étiage ou basses eaux
À l'étiage, le VCN3 peut chuter jusque 0,200 m3/s, en cas de période quinquennale sèche, soit 200 litres par seconde, ce qui est moyennement sévère, et plutôt normal dans cette région du centre de la France, éloignée de l'océan.

### Crues
Les crues peuvent être importantes compte tenu de la taille du bassin. Les QIX 2 et QIX 5 valent respectivement 46 et 70 m3/s. Le QIX 10 est de 86 m3/s, le QIX 20 de 100 m3/s. Quant au QIX 50, il se monte à 130 m3/s.
Le débit instantané maximal enregistré à Meusnes a été de 125 m3/s, le 29 décembre 1999, tandis que la valeur journalière maximale était de 117 m3/s le même jour. En comparant la première de ces valeurs à l'échelle des QIX, il apparaît que cette crue était d'ordre cinquantennal, et donc de fréquence très faible.

### Lame d'eau et débit spécifique
Au total, le Fouzon est une rivière irrégulière et moyennement abondante, comme la plupart des rivières de plaine du Berry. La lame d'eau écoulée dans son bassin est de 181 millimètres annuellement, ce qui est très inférieur à la moyenne d'ensemble de la France tous bassins confondus, et aussi à la moyenne du bassin de la Loire (plus ou moins 244 millimètres). Le débit spécifique (ou Qsp) de la rivière atteint 5,7 litres par seconde et par kilomètre carré de bassin.

### État des masses d'eau et objectifs
Pour les cours d’eau, la délimitation des masses d’eau est basée principalement sur la taille du cours d’eau et la notion d’hydro-écorégion. Ces masses d’eau servent ainsi d’unité d’évaluation de l’état des eaux dans le cadre de la directive européenne.
Le Fouzon fait partie des masses d'eaux codifiée FRGR0344 et FRGR0345 et dénommée « Le Fouzon et ses affluents depuis la source jusqu'à la confluence avec le Renon et Le Fouzon depuis la confluence du Renon jusqu'à la confluence avec le Cher ».
Le schéma directeur d'aménagement et de gestion des eaux (Sdage) Loire-Bretagne est un document de planification dans le domaine de l’eau. Il définit, pour une période de six ans les grandes orientations pour une gestion équilibrée de la ressource en eau ainsi que les objectifs de qualité et de quantité des eaux à atteindre dans le bassin Loire-Bretagne. L'état des lieux 2013 défini dans la SDAGE 2016 – 2021 et les objectifs à atteindre pour cette masse d'eau sont les suivants,, :
| Code masse d'eau | Libellé masse d'eau                                                             |
| ---------------- | ------------------------------------------------------------------------------- |
| FRGR0344         | Le Fouzon et ses affluents depuis la source jusqu'à la confluence avec le Renon |
| FRGR0345         | Le Fouzon depuis la confluence du Renon jusqu'à la confluence avec le Cher      |

|          | Écologique | Biologique | Physico-chimie générale | Polluants spécifiques |
| -------- | ---------- | ---------- | ----------------------- | --------------------- |
| FRGR0344 | Mauvais    | Mauvais    | Moyen                   | Bon état              |
| FRGR0345 | Médiocre   | Médiocre   | Moyen                   | Bon état              |

|          | Écologique | Chimique | Global   |
| -------- | ---------- | -------- | -------- |
| FRGR0344 | Bon état   | Bon état | Bon état |
| FRGR0345 | Bon état   | Bon état | Bon état |

## Histoire
La rivière a donné son hydronyme à l'ancienne commune de Varennes-sur-Fouzon et à la nouvelle commune du Val-Fouzon dont Varennes-sur-Fouzon est une des trois communes déléguées.

## Aménagements et écologie

### Milieu naturel
Le Fouzon de la confluence avec le Renon jusqu'à la confluence avec le Cher est classé dans la liste 1 au titre de l'article L. 214-17 du code de l'environnement sur le Bassin Loire-Bretagne. Du fait de ce classement, aucune autorisation ou concession ne peut être accordée pour la construction de nouveaux ouvrages s'ils constituent un obstacle à la continuité écologique et le renouvellement de la concession ou de l'autorisation des ouvrages existants est subordonné à des prescriptions permettant de maintenir le très bon état écologique des eaux.
Le cours d'eau est de deuxième catégorie.